# William Bon Mardion
William Bon Mardion (* 4. Oktober 1983, Beaufort, Département Savoie) ist ein französischer Skibergsteiger. 
Er begann 1998 mit dem Skibergsteigen, nahm im gleichen Jahr am Juniorenwettbewerb der Pierra Menta teil und ist seit 1999 Mitglied der französischen Nationalmannschaft.

## Karriere
Am 4. Februar 2007 gab William Bon Mardion sein Weltcup-Debüt. Im gleichen Jahr gewann er bei den Europameisterschaften in Andorra eine Silber- und eine Bronzemedaille. Zudem konnte er am 15. April 2007 in den Dolomiten seinen ersten Weltcupsieg verzeichnen. 2011 folgte sein erster Europameistertitel im Einzel. Zwei Jahre später gewann er den Gesamtweltcup und wurde in Pelvoux im Einzel- und Mannschafts-Weltmeister. 2014 folgte sein zweiter Europameistertitel im Einzel. Bei den Weltmeisterschaften 2025 gewann er mit Xavier Gachet das Mannschaftsrennen.